# کلاه آبی (هکر)
کلاه آبی (انگلیسی: BlueHat) اصطلاحی است که برای اشاره به متخصصان خارجی (غیر استخدامی) شرکت مشاور امنیت رایانه استفاده می‌شود. از این متخصصان به‌طور عمده برای آزمایش و آزمون نرم‌افزار — پیش از ارائه اولیه آن به بازار مصرف — بهره می‌جویند. کلاه آبی‌ها در جستجوی اکسپلویت‌ها و اشکالات نهفته‌ای هستند که می‌تواند مورد سو استفادهٔ هکرهای مشهور به کلاه سیاه قرار بگیرد. شرکت نرم‌افزاری مایکروسافت این اصطلاح را برای آن دسته از نخبگان و متخصصان امنیتی رایانه‌ای به کار می‌برد که از آنها دعوت شده‌است تا نقاط آسیب‌پذیر محصولاتی همچون ویندوز را کشف و گزارش کنند.
هکرهای کلاه آبی شرکت میکروسافت به صورت دوره‌ای، کنفرانس‌ها و میتینگ‌هایی را تشکیل می‌دهند و در این راستا به تبادل تجربیات مرتبط می‌پردازند. ویندوز اینسایدر، متخصص امنیت رایانه آمریکایی از هماهنگ‌کنندگان چنین کنفرانس‌هایی است. یکی دیگر از مهمترین اهداف عمده چنین کنفرانس‌هایی ارتباط و تعامل میان مهندسان و هکرهای کلاه آبی است. چنین رویدادهایی منجر به درک متقابل و نیز همکاری‌های موازی می‌گردد. توسعه‌دهندگان بخش نرم‌افزار میکروسافت در هنگام تشریح متاسپلویت که پروژه اختصاص داده شده به امنیت اطلاعات است، به گونه‌ای کاملاً محسوس و مشهود، احساس ناراحتی و ناخشنودی می‌نمایند.
وب‌سایت شرکت میکروسافت بخش ویژه‌ای را در این پورتال برای ارتباط با کلاه آبی‌ها قرار داده‌است که شامل بخش‌هایی از جمله مشارکت در پروژه‌های مختلف آموزشی فنی و عملی، ارائه کنفرانس‌های فنی توسط محققان برجسته امنیتی و مدافعان سایبری و همین‌طور ایجاد فضاهای خلاقانه برای مشارکت‌های مشترک می‌باشد.